# جونگ هیون جون
جونگ هیون جون (کره‌ای: 정현준؛ زادهٔ ۸ نوامبر ۲۰۱۱) بازیگر کودک اهل کره جنوبی است. او به خاطر ایفای نقش در فیلم انگل شناخته می‌شود.

## فیلم‌شناسی

### فیلم
| سال  | عنوان       | نقش          | توضیحات     |
| ---- | ----------- | ------------ | ----------- |
| ۲۰۱۹ | انگل        | پارک دا سونگ |             |
| ۲۰۲۲ | انتقال ویژه | سو وون       | [ ۲ ] [ ۳ ] |

### مجموعه تلویزیونی
| سال       | عنوان                       | نقش                      | توضیحات           |
| --------- | --------------------------- | ------------------------ | ----------------- |
| ۲۰۱۷      | تو خیلی زیادی               | یون چی هون               | نقش جزئی          |
| ۲۰۱۷      | ملکه هفت روزه               | پسر لی یونگ              | نقش جزئی          |
| ۲۰۱۸      | از طریق امواج               | جوانی اوه جونگ وو        |                   |
| ۲۰۱۹      | گل نوکدو                    | جوانی بک یی هیون         |                   |
| ۲۰۱۹      | لحظه‌ای در هجده سالگی        | جوانی چوی جون وو         |                   |
| ۲۰۱۹      | بی‌خانمان                    | جوانی چا هون             |                   |
| ۲۰۲۰      | دکتر رمانتیک ۲              | پسر لی دونگ وو           | نقش جزئی، قسمت ۱۳ |
| ۲۰۲۰      | پادشاه: سلطنت ابدی          | جوانی لی گون             |                   |
| ۲۰۲۱      | افسانه سیزیف                | جوانی هان ته سول         |                   |
| ۲۰۲۱      | مال من                      | هان ها جون، ناپسری هی سو |                   |
| ۲۰۲۱      | فراتر از شیطان              | جوانی هان جو وون         |                   |
| ۲۰۲۱      | صدا                         | جوانی درک جو             | فصل ۴             |
| ۲۰۲۱–۲۰۲۲ | مون‌شاین                     | جوانی نام یونگ           | [ ۵ ]             |
| ۲۰۲۲      | دادستان بد                  | جوانی جین جونگ           |                   |
| ۲۰۲۳      | توی نوزدهمین زندگیم می‌بینمت | جوانی مون سو ها          | [ ۶ ]             |